# Fullonica di Stephanus
La fullonica di Stephanus è una fullonica di epoca romana dell'antica Pompei, ubicata nella Regio VI, sepolta dall'eruzione del Vesuvio del 79.

## Storia
La fullonica di Stephanus venne restaurata e aperta poco prima dell'eruzione del 79, essendo stata trasformata da abitazione in attività commerciale, sottraendo anche alcuni ambienti dalla vicina casa del Sacello Iliaco. Sepolta sotto una coltre di cenere e lapilli durante l'eruzione del Vesuvio del 79, fu riportata alla luce tra il 1912 e il 1914. Lavori di restauro si sono avuti fra il 2014 e il 2015.

## Descrizione
La fullonica di Stephanus, la meglio conservata tra le quattro fulloniche ritrovate a Pompei, deve la sua denominazione a un nome, Stephanus appunto, che ricorre spesso nei manifesti elettorali dipinti nei pressi della bottega: al momento dello scavo, al suo interno, è stato ritrovato un unico scheletro, probabilmente il proprietario Stephanus, in quanto aveva con sé una somma di denaro pari a circa 1 090 sesterzi, oppure si trattava di semplicemente di un fuggiasco in cerca di riparo dall'eruzione. Affacciata su via dell'Abbondanza, le murature all'esterno della fullonica conservano sbiadite tracce di iscrizioni elettorali; l'ingresso è ampio, simile a quello delle altre attività commerciali e al momento dello scavo la porta d'ingresso, di cui si è conservato il chiavistello con la serratura, è stata ritrovata socchiusa.
Si accede ad un primo ambiente, il quale funge da ingresso ad una stanza sia sulla sinistra, che ospitava il torchio per la stiratura dei panni, sia sulla destra: questa camera si affaccia anche sull'atrio tramite una porta e una finestra strombata e presenta una decorazione pittorica in rosso nella parte sottostante e bianca in quella superiore. Segue l'atrio: il vecchio impluvium è stato trasformato in una vasca in muratura con intonaco rosso e al suo interno l'acqua scorreva a ciclo continuo, mentre il compluvium convertito in lucernaio; caratteristica è il tetto piano, difficilmente utilizzato a Pompei, usato per l'asciugatura dei panni. Dall'atrio una scala conduce ad una sorta di mezzanino, probabilmente adibito a scopo abitativo. Sulla destra dell'atrio si apre un oecus: le due stanze presentano una decorazione in quarto stile molto simile, con zoccolatura nera, zona mediana rossa e parte superiore bianca con l'inserto di quadretti decorativi, figure geometriche, uccelli e animali; in particolare, nell'oecus, si riconoscono figure femminili alate, a raffigurare le Stagioni.
Sia dall'atrio, che dall'oecus tramite un corridoio, si accede al giardino: un muretto rivestito in marmo con cinque pilastri, originariamente utilizzato come peristilio, è stato trasformato in luogo per l'asciugatura dei panni. Sul fondo del giardino sono presenti tre vasche comunicanti a piani decrescenti e cinque bacini pestatoi per le attività lavorative. Sulla destra è posta la cucina: durante i lavori di restauro tra il 2014 e il 2015 sono stati riposti al suo interno gli oggetti ritrovati durante gli scavi, come voluto da Vittorio Spinazzola, tra cui vasellame, pentole e una griglia in ferro per la carne, oltre ad essere stata recuperata una pittura nei pressi delle vasche. Nel lato sud ovest del giardino si trova il triclinio, che tuttavia a seguito della creazione della fullonica aveva perso la sua funzione originaria, con decorazioni in stucco a riprodurre delle colonne.